# Ghiacciaio Nereson
Il ghiacciaio Nereson (in inglese Nereson Glacier) è un ghiacciaio lungo circa 9 km situato sulla costa di Bakutis, nella parte orientale della Terra di Marie Byrd, in Antartide. Il ghiacciaio, il cui punto più alto si trova 242 m s.l.m., fluisce in direzione nord, scorrendo lungo il versante settentrionale dell'isola Siple.

## Storia
Il ghiacciaio Nereson è stato così battezzato dal Comitato consultivo dei nomi antartici in onore di Nadine A. Nereson, membro della facoltà di glaciologia dell'Università di Washington, negli Stati Uniti d'America, autrice di importanti ricerche sulla storia dei movimenti dei flussi di ghiaccio e sulla stabilità passata e presente della calotta polare nella regione dell'Antartide Occidentale.